# Silene odoratissima
Silene odoratissima är en nejlikväxtart som beskrevs av Aleksandr Andrejevitj Bunge. Silene odoratissima ingår i släktet glimmar, och familjen nejlikväxter. Inga underarter finns listade i Catalogue of Life.